# Petr Otava
Ing. Petr Otava, CSc. (24. března 1950 – 7. červen 2015) byl český podnikatel. Byl jediným akcionářem společnosti MTX CZ, pod kterou spadají společnosti METALIMEX, Coal Mill, Měď Povrly, MEPO Trading, SARDONA Finance, AL INVEST Břidličná a OKK Koksovny.
Magazín Forbes ho v roce 2014 zařadil na 13. místo v žebříčku nejbohatších Čechů s jměním 8,6 miliardy korun.

## Podnikání
Petr Otava po úspěšném absolvování Vysoké školy báňské nastoupil do společnosti OKD. Prostřednictvím firmy Karbonia Ostrava (později sloučená s firmou K.O.P.), kterou spoluvlastnil s Viktorem Koláčkem, ovládal Českomoravské doly (zahrnovaly doly na Kladně a Důl ČSM ve Stonavě), Metalimex a třetinu Sokolovské uhelné.
Od roku 1998 byl jedním ze spolumajitelů OKD, společně s Viktorem Koláčkem a Janem Przybylou měli v této firmě majoritu. Minoritní podíl států v OKD získali tito podnikatelé v roce 2004, načež OKD prodali společnosti RPG Industries spojované zejména se Zdeňkem Bakalou. V souvislosti se získáním OKD byl Petr Otava (samozřejmě také Viktor Koláček a Jan Przybyla) od roku 2003 stíhán policií za tunelování OKD, v roce 2009 však soud konstatoval jeho nevinu.